# Fausto Molina
Fausto Molina Molina fue un ideólogo de la Democracia Cristiana de Ecuador. Fundador del partido Democracia Popular. Fue Secretario General de la Secretaría Nacional de Información Pública en la presidencia de Jaime Roldós Aguilera. Murió en un accidente de tránsito el 23 de marzo de 1980.